# Beejoliya Kalan
Bijoliya Kalan é uma vila no distrito de Bhilwara, no estado indiano de Rajastão.

## Demografia
Segundo o censo de 2001, Bijoliya Kalan tinha uma população de 12,384 habitantes. Os indivíduos do sexo masculino constituem 52% da população e os do sexo feminino 48%. Bijoliya Kalan tem uma taxa de literacia de 64%, superior à média nacional de 59.5%; com 59% para o sexo masculino e 41% para o sexo feminino. 15% da população está abaixo dos 6 anos de idade.